# 정호승
정호승(鄭浩承, 1950년 1월 3일~)은 대한민국의 시인이다.

## 생애
본관은 동래(東萊). 경상남도 하동군에서 태어났고, 초등학교 1학년 때 대구로 이사하여 그곳에서 성장기를 보냈다. 중학교 1학년(62년) 때 은행에 다니던 아버지가 사업에 실패하여 도시 변두리에서 매우 가난한 생활을 해야 했고, 경희대가 주최한 전국고교문예 현상모집에서 “고교문예의 성찰”이라는 평론으로 당선되어 문예장학금을 지급하는 경희대학교 국어국문학과(68년 입학)를 들어가게 되었으며, 같은 대학의 대학원을 졸업했다.
1973년 《대한일보》 신춘문예에 시 〈첨성대〉가 당선되어 시인이 되었으며, 1982년 《조선일보》 신춘문예에 단편소설 〈위령제〉가 당선되어 소설가로도 등단하였다.
한편, 그는 인기 드라마 작가 김정수(본명 김정숙)와 대학 동창이며 드라마 작가 박진숙의 대학 1년 후배이기도 하다.

## 학력
- 대구삼덕초등학교
- 계성중학교
- 대륜고등학교
- 경희대학교 국문학과 졸업
- 경희대학교 대학원 국문학 석사

## 작품 활동
시집으로 《서울의 예수》,《새벽편지》,《별들은 따뜻하다》 등이 있으며 시선집으로 《흔들리지 않는 갈대》가 있다. 제3회 소월시문학상을 받았다..
정호승의 시는 “일상의 쉬운 언어로 현실의 이야기를 시로 쓰고자 한다.”는 평소의 소신처럼 쉬운 말로 인간에 대한 애정과 연민을 그려내곤 한다. 이에 1976년에는 김명인 ·  김승희 ·  김창완 등과 함께 반시(反詩) 동인을 결성해 쉬운 시를 쓰려 노력하기도 했다.
| “ | 나는 한번도 그 시대에 앞장서 본 적이 없었다. 어떤 평론가는 당신은 이쪽도 저쪽도 아니라고 말했지만, 이분법이 극단적으로 횡횡하던 시절에 나는 시인이 행동하는 것은 시를 쓰는 것이라고 생각했다. 당시만 해도 서정적인 시적 장치는 고운 눈으로 봐주던 시절이 아니었다. 그러나 그 서정이 빠져 버렸다면 지금까지 누가 내 시를 읽겠는가. | ” |

한편, 정호승의 몇몇 시는 양희은이나 안치환 등 가수들에 의해 노래로 창작되어 음반으로 출시되기도 했다.
시편 〈부치지 않은 편지〉(백창우 작곡)는 가수 김광석의 유작앨범에 수록되었다.
“그대 죽어 별이 되지 않아도 좋다./ 푸른 강이 없어도 물은 흐르고/ 밤하늘은 없어도/ 별은 뜨나니/ 그대 죽어 별빛으로 빛나지 않아도 좋다.… …”
〈이별노래〉는 최종혁 작곡으로 이동원이 불러 대중에 널리 알려졌다.
“떠나는 그대/ 조금만 더 늦게 떠나준다면/ 그대 떠난 뒤에도 내 그대를/ 사랑하기 아직 늦지 않으리.… …”
개인적 서정을 쉽고 간명한 시어와 인상적인 이미지에 담아냈다는 평으로, 소월과 미당을 거쳐 90년대 이후 가장 폭넓은 대중적 지지를 받은 시인으로 꼽혔다. 민중들의 삶에 대한 깊고 따뜻한 관심과 애정을 표출해 왔으며 관찰의 성실함과 성찰의 진지함으로 민중들의 애환과 시대의 문제를 시 속에 형상화하였다.
1987년 시선집 《새벽편지》, 1991년 《흔들리지 않는 갈대》 등은 20년 이상 판을 거듭하면서 젊은 독자들의 꾸준한 사랑을 받았다.
그의 시는 민중적 서정성을 특징으로 꼽는데, 〈임진강에서〉는 민요적 운율감을 잘 나타낸 작품이다.
| “ | 아버지 이제 그만 돌아가세요/ 임진강 샛강가로 저를 찾지 마세요/ 찬 강바람이 아버지의 야윈 옷깃을 스치면/ 오히려 제 가슴이 춥고 서럽습니다/ 가난한 아버지의 작은 볏단 같았던/ 저는 결코 눈물 흘리지 않았으므로/…… | ” |

## 작품

### 시집
- 1979년 《슬픔이 기쁨에게》 (창작과 비평사)
- 1982년 《서울의 예수》(민음사)
- 1987년 《새벽편지》 (민음사)
- 1990년 《별들은 따뜻하다》
- 1991년 《흔들리지 않는 갈대》 (미래사)
- 1997년 《사랑하다가 죽어버려라》
- 1998년 《외로우니까 사람이다》(열림원)
- 1999년 《눈물이 나면 기차를 타라》
- 2003년 《내가 사랑하는 사람》(열림원)
- 2004년 《이 짧은 시간 동안》(창비)
- 2007년 《포옹》(창비)
- 2010년 《밥값》 (창비)
- 2013년 《여행》 (창비)
- 2014년 《내가 사랑하는 사람》(신개정판)(열림원)
- 2015년 《수선화에게》(비채)
- 2017년 《나는 희망을 거절한다》
- 2022년 《슬픔이 택배로 왔다》

### 소설
- 《서울에는 바다가 없다》

### 동화
- 《에밀레 종의 슬픔》

## 어른이 읽는 동화
- «연인»

### 동시
- 2010년 《참새》(처음주니어)

### 산문집
- [2006년 《내 인생에 힘이 되어준 한마디》
- [2013년]《내 인생에 용기가 되어준 한마디》

## 수상
- 1989년 소월시문학상
- 2000년 정지용 문학상
- 2006년 한국가톨릭문학상
- 2009년 지리산 문학상
- 2011년 공초문학상